# La Selle-Craonnaise
La Selle-Craonnaise [la sɛl kʁanɛz] est une commune française, située dans le département de la Mayenne en région Pays de la Loire, peuplée de 901 habitants.
La commune fait partie de la province historique de l'Anjou (Haut-Anjou).

## Géographie
La commune est située dans le Sud-Mayenne.

### Communes limitrophes
| Saint-Michel-de-la-Roë  | Ballots                                        | Livré-la-Touche       |
| Saint-Aignan-sur-Roë    | La Selle-Craonnaise                            | Niafles               |
| Saint-Saturnin-du-Limet | Saint-Saturnin-du-Limet, Saint-Martin-du-Limet | Saint-Martin-du-Limet |

### Climat
Pour des articles plus généraux, voir Climat des Pays de la Loire et Climat de la Mayenne.
En 2010, le climat de la commune est de type climat océanique altéré, selon une étude du CNRS s'appuyant sur une série de données couvrant la période 1971-2000. En 2020, Météo-France publie une typologie des climats de la France métropolitaine dans laquelle la commune est exposée à un climat océanique et est dans la région climatique  Bretagne orientale et méridionale, Pays nantais, Vendée, caractérisée par une faible pluviométrie en été et une bonne insolation. 
Pour la période 1971-2000, la température annuelle moyenne est de 11,5 °C, avec une amplitude thermique annuelle de 13,8 °C. Le cumul annuel moyen de précipitations est de 726 mm, avec 12,2 jours de précipitations en janvier et 6,6 jours en juillet. Pour la période 1991-2020, la température moyenne annuelle observée sur la station météorologique de Météo-France la plus proche, sur la commune de Ballots à 6 km à vol d'oiseau, est de 11,8 °C et le cumul annuel moyen de précipitations est de 782,1 mm,. Pour l'avenir, les paramètres climatiques de la commune estimés pour 2050 selon différents scénarios d'émission de gaz à effet de serre sont consultables sur un site dédié publié par Météo-France en novembre 2022.

## Urbanisme

### Typologie
Au 1er janvier 2024, La Selle-Craonnaise est catégorisée commune rurale à habitat dispersé, selon la nouvelle grille communale de densité à sept niveaux définie par l'Insee en 2022.
Elle est située hors unité urbaine. Par ailleurs la commune fait partie de l'aire d'attraction de Craon, dont elle est une commune de la couronne,. Cette aire, qui regroupe 9 communes, est catégorisée dans les aires de moins de 50 000 habitants,.

### Occupation des sols
L'occupation des sols de la commune, telle qu'elle ressort de la base de données européenne d’occupation biophysique des sols Corine Land Cover (CLC), est marquée par l'importance des territoires agricoles (95,7 % en 2018), une proportion sensiblement équivalente à celle de 1990 (95,9 %). La répartition détaillée en 2018 est la suivante : 
terres arables (74,6 %), prairies (20,1 %), zones urbanisées (1,6 %), zones industrielles ou commerciales et réseaux de communication (1 %), zones agricoles hétérogènes (1 %), espaces verts artificialisés, non agricoles (0,9 %), eaux continentales (0,9 %). L'évolution de l’occupation des sols de la commune et de ses infrastructures peut être observée sur les différentes représentations cartographiques du territoire : la carte de Cassini (XVIIIe siècle), la carte d'état-major (1820-1866) et les cartes ou photos aériennes de l'IGN pour la période actuelle (1950 à aujourd'hui).

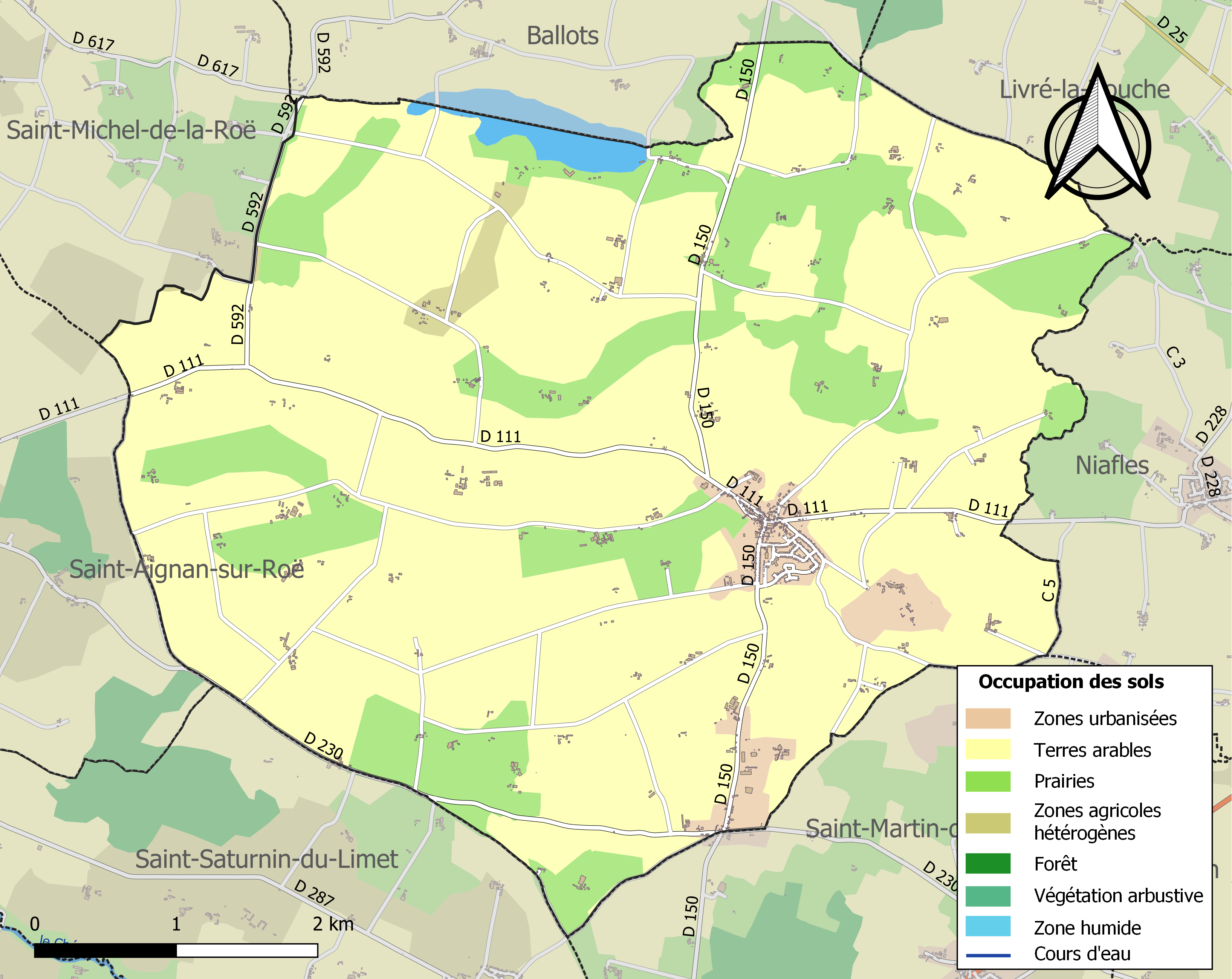
Carte des infrastructures et de l'occupation des sols de la commune en 2018 (CLC).

## Toponymie
Le toponyme est attesté sous la forme de Cella Credonensi en 1296. Il est issu du latin cella qui désignait au Haut Moyen Âge un ermitage ou un petit monastère.
Le gentilé est Sellois.

## Histoire
Au Moyen Âge puis sous l'Ancien Régime, la commune faisait partie du fief de la baronnie angevine de Craon dépendait de la sénéchaussée principale d'Angers et du pays d'élection de Château-Gontier.

## Héraldique
| Blason de La Selle-Craonnaise | Blason  | Écartelé : au premier et au quatrième de gueules fretté d'argent, au chef d'or, au deuxième et au troisième d'or aux trois têtes de loup de gueules. |
| Blason de La Selle-Craonnaise | Détails | |

## Politique et administration
| Période                                  | Période   | Identité          | Étiquette | Qualité                                                     |
| ---------------------------------------- | --------- | ----------------- | --------- | ----------------------------------------------------------- |
| mars 1989                                | juin 1995 | Louis Macé        |           | Ancien directeur de CAT Maire d'Ercé-en-Lamée (2001 → 2005) |
| juin 1995                                | mars 2008 | Thérèse Courcelle |           | Employée de banque                                          |
| mars 2008                                | mars 2014 | Pascal Ballé      | SE        | Agriculteur                                                 |
| mars 2014                                | En cours  | Joseph Jugé       | SE        | Retraité                                                    |
| Les données manquantes sont à compléter. |           |                   |           |                                                             |

Le conseil municipal est composé de quinze membres dont le maire et quatre adjoints.

## Démographie
L'évolution du nombre d'habitants est connue à travers les recensements de la population effectués dans la commune depuis 1793. Pour les communes de moins de 10 000 habitants, une enquête de recensement portant sur toute la population est réalisée tous les cinq ans, les populations de référence des années intermédiaires étant quant à elles estimées par interpolation ou extrapolation. Pour la commune, le premier recensement exhaustif entrant dans le cadre du nouveau dispositif a été réalisé en 2004.
En 2022, la commune comptait 901 habitants, en évolution de −5,75 % par rapport à 2016 (Mayenne : −0,73 %, France hors Mayotte : +2,11 %).
La Selle-Craonnaise a compté jusqu'à 1 567 habitants en 1821.
| 1793  | 1800  | 1806  | 1821  | 1831  | 1836  | 1841  | 1846  | 1851  |
| ----- | ----- | ----- | ----- | ----- | ----- | ----- | ----- | ----- |
| 1 522 | 1 363 | 1 468 | 1 567 | 1 537 | 1 538 | 1 511 | 1 499 | 1 513 |

| 1856  | 1861  | 1866  | 1872  | 1876  | 1881  | 1886  | 1891  | 1896  |
| ----- | ----- | ----- | ----- | ----- | ----- | ----- | ----- | ----- |
| 1 475 | 1 460 | 1 410 | 1 392 | 1 416 | 1 359 | 1 365 | 1 325 | 1 236 |

| 1901  | 1906  | 1911  | 1921  | 1926  | 1931  | 1936  | 1946  | 1954  |
| ----- | ----- | ----- | ----- | ----- | ----- | ----- | ----- | ----- |
| 1 265 | 1 257 | 1 186 | 1 084 | 1 117 | 1 182 | 1 162 | 1 190 | 1 229 |

| 1962  | 1968  | 1975 | 1982 | 1990 | 1999 | 2004 | 2006 | 2009 |
| ----- | ----- | ---- | ---- | ---- | ---- | ---- | ---- | ---- |
| 1 156 | 1 068 | 967  | 943  | 904  | 882  | 900  | 896  | 931  |

| 2014 | 2019 | 2022 | - | - | - | - | - | - |
| ---- | ---- | ---- | - | - | - | - | - | - |
| 937  | 912  | 901  | - | - | - | - | - | - |

## Lieux et monuments
- Église Saint-Martin, XIIe siècle au XIXe siècle.
- Château de Saint-Amadour, du XVIIe siècle, et son parc.
- Étang de la Rincerie, base de loisirs.

## Activité et manifestations

### Sports
Le Football Club de La Selle-Craonnaise fait évoluer deux équipes de football en divisions de district. Son équipe fanion a joué vingt-cinq années consécutives en Ligue[réf. nécessaire], ce qui peut être vu comme un fait rare compte tenu du faible nombre d'habitants de la commune.

## Personnalités liées à la commune
Victor de Broglie (1846-1906), propriétaire du château de Saint-Amadour et père du prix nobel de physique Louis de Broglie.